# غذادرمانی چینی
غذادرمانی چینی (انگلیسی: Chinese food therapy) که با نام‌های تغذیه درمانی و رژیم درمانی نیز شناخته می‌شود، گونه‌ای از رژیم غذایی است که ناشی از باورهای چینی در مورد اثر غذا بر سوخت و ساز بدن است و بر مفاهیمی از قبیل اعتدال در خوردن تأکید دارد.